# Солуэй (тауншип, Миннесота)
Солуэй (англ. Solway) — тауншип в округе Сент-Луис, Миннесота, США. На 2000 год его население составило 1842 человека.

## География
По данным Бюро переписи населения США площадь тауншипа составляет 92,6 км², из которых 92,0 км² занимает суша, а 0,5 км² — вода (0,56 %).

## Демография
По данным переписи населения 2000 года здесь находились 1842 человека, 672 домохозяйства и 540 семей.  Плотность населения —  20,0 чел./км².  На территории тауншипа расположена 701 постройка со средней плотностью 7,6 построек на один квадратный километр. Расовый состав населения: 97,94 % белых, 0,05 % афроамериканцев, 0,54% коренных американцев, 0,05 % азиатов, 0,05 % c Тихоокеанских островов, 0,38 % — других рас США и 0,98 % приходится на две или более других рас. Испанцы или латиноамериканцы любой расы составляли 0,43 % от популяции тауншипа.
Из 672 домохозяйств в 38,1 % воспитывались дети до 18 лет, в 67,1 % проживали супружеские пары, в 8,3 % проживали незамужние женщины и в 19,6 % домохозяйств проживали несемейные люди. 15,2 % домохозяйств состояли из одного человека, при том 5,5 % из — одиноких пожилых людей старше 65 лет. Средний размер домохозяйства — 2,74, а семьи — 3,03 человека.
27,6 % населения — младше 18 лет, 6,6 % — в возрасте от 18 до 24 лет, 29,2 % — от 25 до 44, 26,4 % — от 45 до 64, и 10,2 % — старше 65 лет. Средний возраст — 39 лет. На каждые 100 женщин приходилось 107,4 мужчин.  На каждые 100 женщин старше 18 приходилось 104,3 мужчин.
Средний годовой доход домохозяйства составлял 46 360 долларов, а средний годовой доход семьи —  52 578 долларов. Средний доход мужчин —  38 836  долларов, в то время как у женщин — 25 645. Доход на душу населения составил 18 510 долларов. За чертой бедности находились 4,3 % семей и 4,9 % всего населения тауншипа, из которых 4,1 % младше 18 и 7,7 % старше 65 лет.